# Hươu Sitka

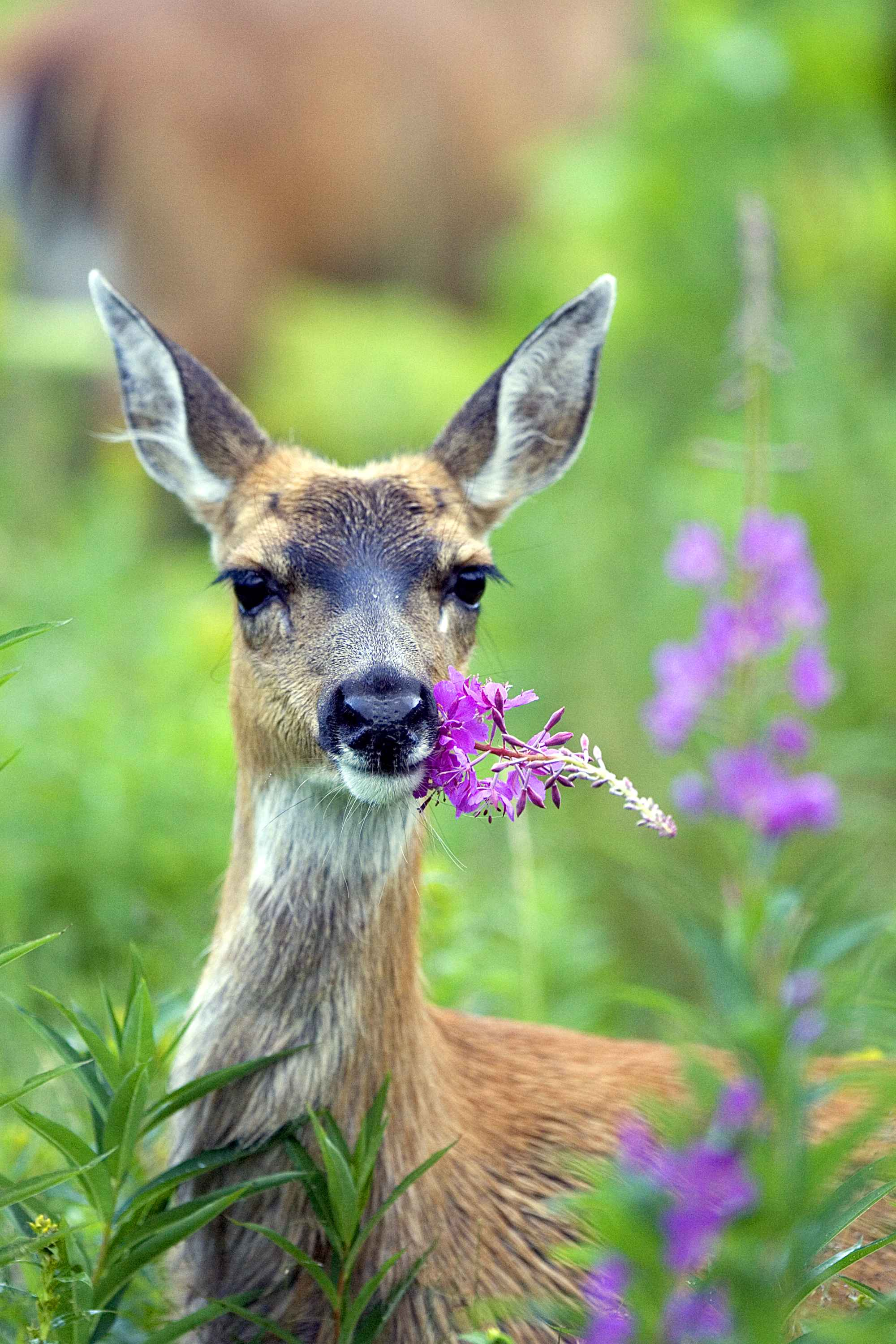
Hươu đuôi đen Sitka đang ăn hoa liễu tím

Hươu Sitka hoặc Hươu đuôi đen Sitka (tên khoa học: Odocoileus hemionus sitkensis) là một phân loài của hươu la (Odocoileus hemionus) và tương tự như phân loài hươu đuôi đen Columbia (Odocoileus hemionus colombianus). Tên của chúng bắt nguồn từ địa danh Sitka, Alaska.

## Phân bố
Hươu Sitka sống trong rừng nhiệt đới ven biển phía bắc British Columbia, Canada và Đông Nam Alaska, Hoa Kỳ. Hươu cũng được tìm thấy trên các hòn đảo của Quần đảo Alexander, Prince William Sound, quần đảo Kodiak và Haida Gwaii (Queen Charlotte Islands), British Columbia. Hươu Sitka có thể di cư và dân số chúng phụ thuộc vào môi trường sống, trong những tháng mùa đông chúng chủ yếu cư trú tại rừng già hoặc rừng hỗn hợp dưới 1.500 feet (46,000 cm).
Số lượng Hươu Sitka luôn dao động đáng kể do mùa đông khắc nghiệt ở Alaska. Tuy nhiên, đây là một loài phong phú và nhanh chóng phục hồi. Chúng là con mồi ưa thích của nhiều loài động vật ăn thịt tự nhiên như chó sói, gấu nâu và gấu đen Mỹ. Con người săn hươu dường như không xảy ra nhiều, tuy nhiên việc khai thác gỗ đã được chứng minh là ảnh hưởng xấu đến quần thể của chúng.

## Đặc điểm

### Hình dạng
Những con hươu tơ được sinh ra trong đầu tháng sáu và cân nặng 6-8 kg (2,7-3,6 kg). Hươu đực trưởng thành có thể nặng tới 120-200 pounds (54-91 kg) và hươu cái có thể nặng 80-100 pounds (36–45 kg). Với trọng lượng trung bình từ 80 đến 120 cân Anh (từ 36 đến 54 kg), hươu Sitka có đặc trưng nhỏ hơn so với các phân loài của hươu la. Chúng có màu nâu đỏ vào mùa hè, lông của chúng trở thành màu xám nâu vào mùa đông. Loại nay này cũng là những kẻ bơi lội tốt, và đôi khi có thể được nhìn thấy chúng bơi qua các kênh sâu giữa các đảo. Tuổi thọ trung bình của chúng là khoảng 10 năm nhưng một số ít được biết đến đã đạt được 15 tuổi.

### Chế độ ăn
Hươu Sitka chủ yếu ăn thực vật màu xanh lá cây. Tuy nhiên trong mùa đông Alaska chúng cũng sẽ ăn thực vật thân gỗ và địa y. Hươu Sitka không có răng cửa phía trên và tiêu hóa thực vật thông qua nghiền nguyên liệu thực vật giữa răng hàm trên và hàm dưới của chúng. Tất cả các loài Odocoileus là động vật nhai lại, trong đó họ có một dạ dày bốn ngăn bốn cho phép họ nghiền ngẫm thức ăn, và có chứa vi khuẩn chuyên phân hủy Cellulose. Tuy nhiên từ những vi khuẩn này gây khó khăn rất lớn tiêu hóa vật chất lạ và một con hươu có thể chết vì đói với bụng đầy thức ăn. Hươu Sitka cũng thích ăn quả mọng, mâm xôi, lá dương xỉ sợi vàng, cây độc cần/tuyết tùng và các loại quả mọng từ cây bụi.